# Europese kampioenschappen kunstschaatsen 1914
De Europese Kampioenschappen kunstschaatsen 1914 was de twintigste editie van het jaarlijks terugkerend evenement dat wordt georganiseerd door de Internationale Schaatsunie. Het werd gehouden in Wenen, Oostenrijk, toen nog onderdeel van de dubbelmonarchie Oostenrijk-Hongarije. Het was na 1892, 1894 en 1901 de vierde keer dat het kampioenschap in Wenen plaatsvond.

## Historie
De Duitse en Oostenrijkse schaatsbond, verenigd in de "Deutscher und Österreichischer Eislaufverband", organiseerden zowel het eerste EK Schaatsen voor mannen als het eerste EK Kunstschaatsen voor mannen in 1891 in Hamburg, in toen nog het Duitse Keizerrijk, nog voor het ISU in 1892 werd opgericht. De internationale schaatsbond nam in 1892 de organisatie van het EK kunstschaatsen over. In 1895 werd besloten voortaan het WK kunstschaatsen te organiseren en kwam het EK te vervallen. In 1898, na twee jaar onderbreking, vond toch weer een herstart plaats van het EK kunstschaatsen.
De vrouwen en paren zouden vanaf 1930 jaarlijks om de Europese titel strijden. De ijsdansers streden vanaf 1954 om de Europese titel in het kunstschaatsen.

## Deelname
Er namen zeven mannen uit twee landen deel aan dit kampioenschap.
De Noor Andreas Krogh en de Oostenrijker Willy Böckl hadden in 1913 hun EK-debuut gemaakt. De overige vijf Oostenrijkers maakten hun debuut op dit EK.
| Oostenrijk (6) Noorwegen (1) |

## Medailleverdeling
Fritz Kachler veroverde de Europese titel. Hij was de tiende Europeaan die de titel behaalde en de vijfde Oostenrijker na Eduard Engelmann, Gustav Hügel, Max Bohatsch en Ernst Herz. De Noor Andreas Krogh op de tweede plaats veroverde zijn enige EK medaille. Willy Böckl veroverde net als in 1913 de derde plaats.
| Discipline | Goud          | Zilver        | Brons       |
| ---------- | ------------- | ------------- | ----------- |
| Mannen     | Fritz Kachler | Andreas Krogh | Willy Böckl |

## Uitslagen

### Mannen
| Goud   | Fritz Kachler     |                    | 8  |
| Zilver | Andreas Krogh (2) | Vlag van Noorwegen | 12 |
| Brons  | Willy Böckl (2)   |                    | 13 |
| 4      | Ernst Oppacher    |                    | 17 |
| 5      | Ludwig Wrede      |                    | 27 |
| 6      | Josef Oppacher    |                    | 31 |
| 7      | Erwin Schwarzbock |                    | 32 |

Medaillewinnaars

Mannen · 
Vrouwen ·
Paren · 
IJsdansen

Toernooi

1891 · 
1892 · 
1893 · 
1894 · 
1895 · 
1896-1897 · 
1898 · 
1899 · 
1900 · 
1901 · 
1902-1903 · 
1904 · 
1905 · 
1906 · 
1907 · 
1908 · 
1909 · 
1910 · 
1911 · 
1912 · 
1913 · 
1914 · 
1915-1921 · 
1922 · 
1923 · 
1924 · 
1925 · 
1926 · 
1927 · 
1928 · 
1929 · 
1930 · 
1931 · 
1932 · 
1933 · 
1934 · 
1935 · 
1936 · 
1937 · 
1938 · 
1939 ·
1940-1946 · 
1947 · 
1948 · 
1949 · 
1950 · 
1951 · 
1952 · 
1953 · 
1954 · 
1955 · 
1956 · 
1957 · 
1958 · 
1959 · 
1960 · 
1961 · 
1962 · 
1963 · 
1964 · 
1965 · 
1966 · 
1967 · 
1968 · 
1969 · 
1970 · 
1971 · 
1972 · 
1973 · 
1974 · 
1975 · 
1976 · 
1977 · 
1978 · 
1979 · 
1980 · 
1981 · 
1982 · 
1983 · 
1984 · 
1985 · 
1986 · 
1987 · 
1988 · 
1989 · 
1990 · 
1991 · 
1992 · 
1993 · 
1994 · 
1995 ·
1996 · 
1997 · 
1998 · 
1999 · 
2000 · 
2001 · 
2002 · 
2003 · 
2004 · 
2005 · 
2006 ·
2007 ·
2008 ·
2009 ·
2010 ·
2011 ·
2012 ·
2013 ·
2014 ·
2015 ·
2016 ·
2017 ·
2018 ·
2019 ·
2020 ·
2021 · 
2022 · 
2023 · 
2024 · 
2025

WK kunstschaatsen ·
WK kunstschaatsen junioren ·
Viercontinentenkampioenschap ·
Olympische Spelen